# Canon EF 16-35mm
Il Canon EF 16-35mm f/2.8L USM è un obiettivo zoom grandangolare prodotto da Canon. Esso è il successore dell'ottica EF 17-35mm f/2.8 USM, la quale a sua volta sostituì il precedente EF 20-35 f/2.8L.
L'obiettivo monta un attacco EF che lo rende compatibile con la serie di fotocamere EOS. Quest'ottica è provvista da una tropicalizzazione contro la polvere e l'acqua e da un diaframma che rimane quasi circolare da f/2.8 a f/5.6.
Il Canon EF 16-35mm f/2.8L USM fu sostituito dall'EF 16-35mm f/2.8 II USM agli inizi del 2007.

## Obiettivi simili
L'EF 16-35mm f/2.8L II USM è lo zoom ultra-grandangolare Canon di fascia più elevata.
- L'EF 20-35mm f/2.8L fu il primo obiettivo grandangolare di Canon e fu il predecessore del 16-35mm;
- L'EF 17-40mm f/4L appartiene sempre alla serie L, ma è uno stop di diaframma più chiuso ed è meno costoso;
- L'EF 20-35mm f/3.5-4.5 USM è un obiettivo consumer di qualità e costo decisamente più bassi;
- L'EF-S 10-22mm f/3.5-4.5 USM ha l'effettiva lunghezza focale del 16-35mm dovuta al fattore di crop 1.6x. Esso però può essere solo montato nelle fotocamere che supportano il formato EF-S; ha inoltre la massima apertura diaframma più chiusa ed è meno costoso.